# زبان کریک
زبان کریک یا ماسکوگی زبانی است که سرخپوستان کریک در ایالات متحده آمریکا به‌ویژه در فلوریدا و اکلاهما بدان سخن می‌رانند.
گویشوران این زبان در اصل در جورجیا و آلاباما می‌زیستند. در اوایل سدهٔ هجدهم کریک‌ها این زبان را با خود به فلوریدا بردند، ولی در سدهٔ نوزدهم دولت آمریکا کریک‌زبانان را به شرق می‌سی‌سی‌پی راند.